# La Bohémienne (Cordier)
Pour les articles homonymes, voir La Bohémienne.
La Bohémienne (La Zingarella en italien) est une statue d'environ 140 centimètres de haut, du sculpteur Nicolas Cordier dit Il Franciosino, qui combine un corps antique, représentant probablement Diane, avec des ajouts personnels. L'œuvre fut commandée par le cardinal Scipione Caffarelli-Borghese et achevée entre 1607 et 1612 ; elle est actuellement conservée à la Galerie Borghèse de Rome. Les ajouts, soit la tête et les extrémités du corps, sont en marbre blanc et bronze.

## Histoire
La sculpture est réalisée vraisemblablement lorsque l'artiste lorrain Nicolas Cordier travaille pour Scipione Borghese, entre 1607 et 1612. Elle est documentée dans la galerie de son palais dans le Borgo (aujourd'hui connu sous le nom de palais Giraud-Torlonia) en 1613. Elle est probablement déplacée vers la villa Borghèse hors les murs en 1616. En 1650, elle est documentée dans la salle XI actuelle, placée au-dessus d’un autel carré, dont on a perdu la trace, avec des têtes de béliers « qui tiennent autant de festons avec leurs cornes ».
Entre 1787 et 1841, elle est documentée dans la salle égyptienne ; le poète Andrea Brigenti l'identifie avec la sorcière Érichtho dans son texte latin Villa Burghesia, vulgo Pinciana . Contrairement au Maure et à une seconde Bohémienne, conservée aujourd'hui au musée du Louvre, deux autres œuvres multi-matériaux de la collection Borghèse, la première étant attribuée à Cordier lui-même et la seconde étant une statue antique dont n'a été conservé que le corps, la tête, les avant-bras et les pieds ayant été restaurés en bronze, vraisemblablement par Nicolas Cordier, cette statue n'a pas été achetée pendant la République romaine (1798) et est restée à Rome, tandis que les deux autres ont été transférées en France, où elles se trouvent toujours,.

## Description et attribution

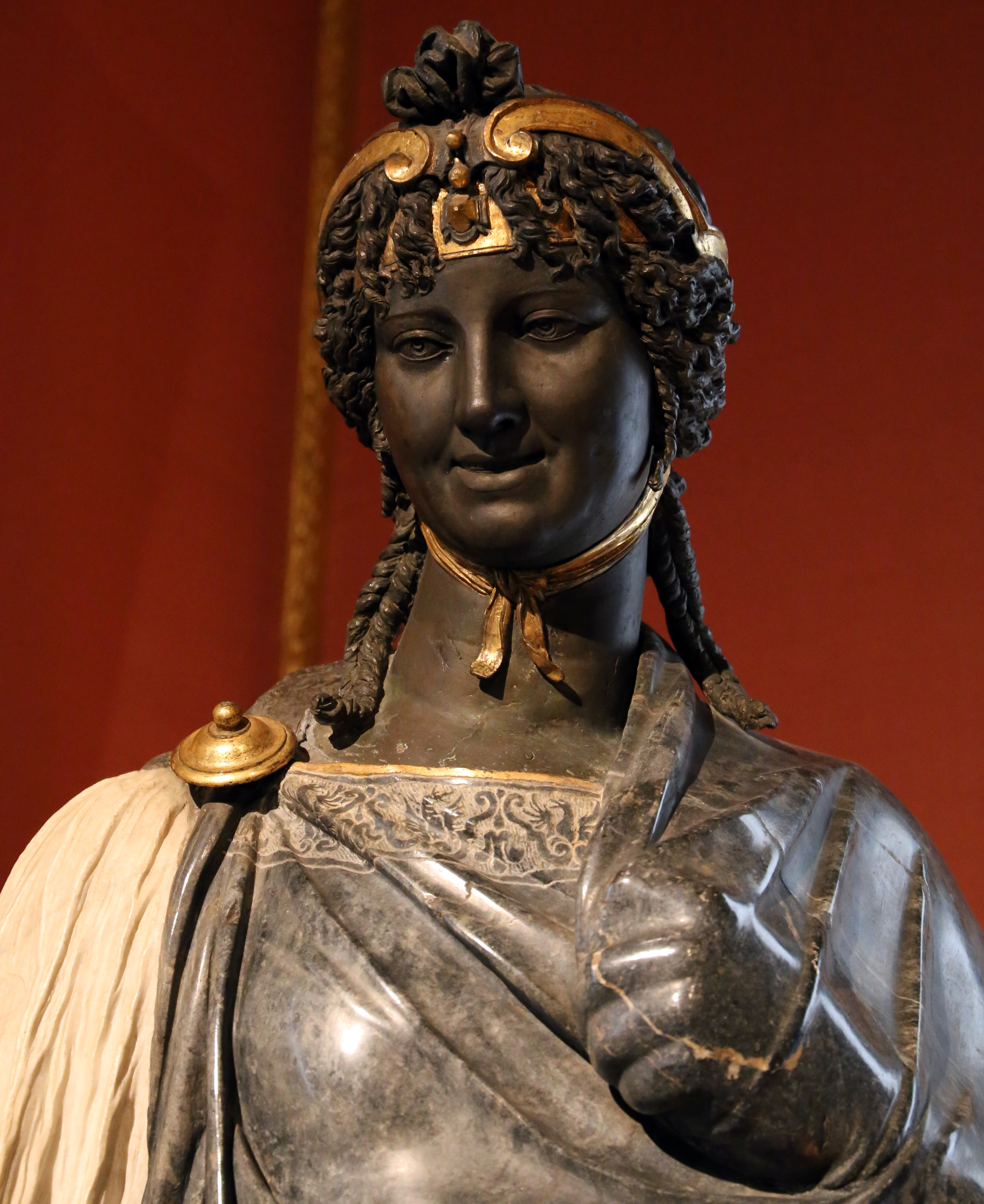
Détail du visage de la bohémienne.

La statue est un assemblage moderne d'un torse ancien en marbre gris et d'ajouts en marbre blanc et bronze du Cordier. Une restauration, qui a débarrassé l'œuvre d'une épaisse patine noire ajoutée au XIXe siècle pour convenir au goût de l'époque, a également révélé une frange dorée présente sur le vêtement de la femme. L'assemblage d'éléments anciens et modernes donne à la sculpture une saveur exotique, presque orientale. Cette technique multi-matériaux, qui rend l'œuvre polychrome, avait déjà été utilisée par Il Franciosino pour une statue de la basilique Sainte-Agnès-hors-les-Murs à Rome, qui représente Agnès de Rome. Cette comparaison a amené Aldo De Rinaldis à proposer l'identification de la sculpture comme une œuvre de l'artiste lorrain,, alors qu'auparavant elle avait été attribuée par Adolfo Venturi au sculpteur italien Tiburzio Vergelli, par comparaison avec la Charité qu'il a créée pour les fonts baptismaux de la basilique de Lorette.
Des aigles et des dragons, symboles de la Famille Borghese, décorent le bas de sa robe, qui est nouée aux épaules et maintenue par une épingle dorée de forme circulaire. Elle porte une tunique blanche sous son manteau sombre, enroulée au poignet de sa main gauche, et aux pieds, une paire de sandales. La femme sourit en pointant l'index de sa main droite vers le spectateur, comme si elle voulait faire sa connaissance en lisant sa main, tandis que sa main gauche est cachée sous sa robe. Ses cheveux bouclés sont rassemblés par une coiffe dorée nouée avec deux rubans sous le menton, deux tresses tombent sur ses épaules.

## Version du Louvre
La statue conservée à la Galerie Borghèse est la version la plus connue de la Bohémienne de Cordier ; il en existe un autre conservé au musée du Louvre,. Cette dernière œuvre était également définie comme « Diane, communément connue sous le nom de Zingarella ».